# Theloderma ryabovi
Theloderma ryabovi är en groddjursart som beskrevs av Orlov, Dutta, Ghate och Kent 2006. Theloderma ryabovi ingår i släktet Theloderma och familjen trädgrodor. IUCN kategoriserar arten globalt som otillräckligt studerad. Inga underarter finns listade i Catalogue of Life.